# Hans Geiger (Physiker)

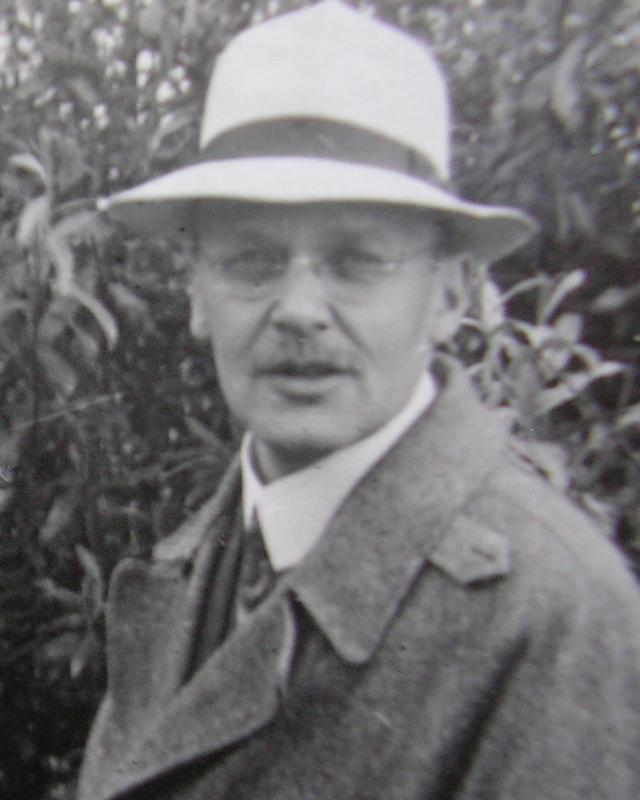
Hans Geiger (1928)

Johannes Wilhelm „Hans“ Geiger (* 30. September 1882 in Neustadt an der Haardt; † 24. September 1945 in Potsdam) war ein deutscher Physiker. Bekannt wurde er durch den nach ihm benannten und von ihm zusammen mit seinem Doktoranden Walther Müller entwickelten Geigerzähler (auch Geiger-Müller-Zählrohr genannt).

## Leben

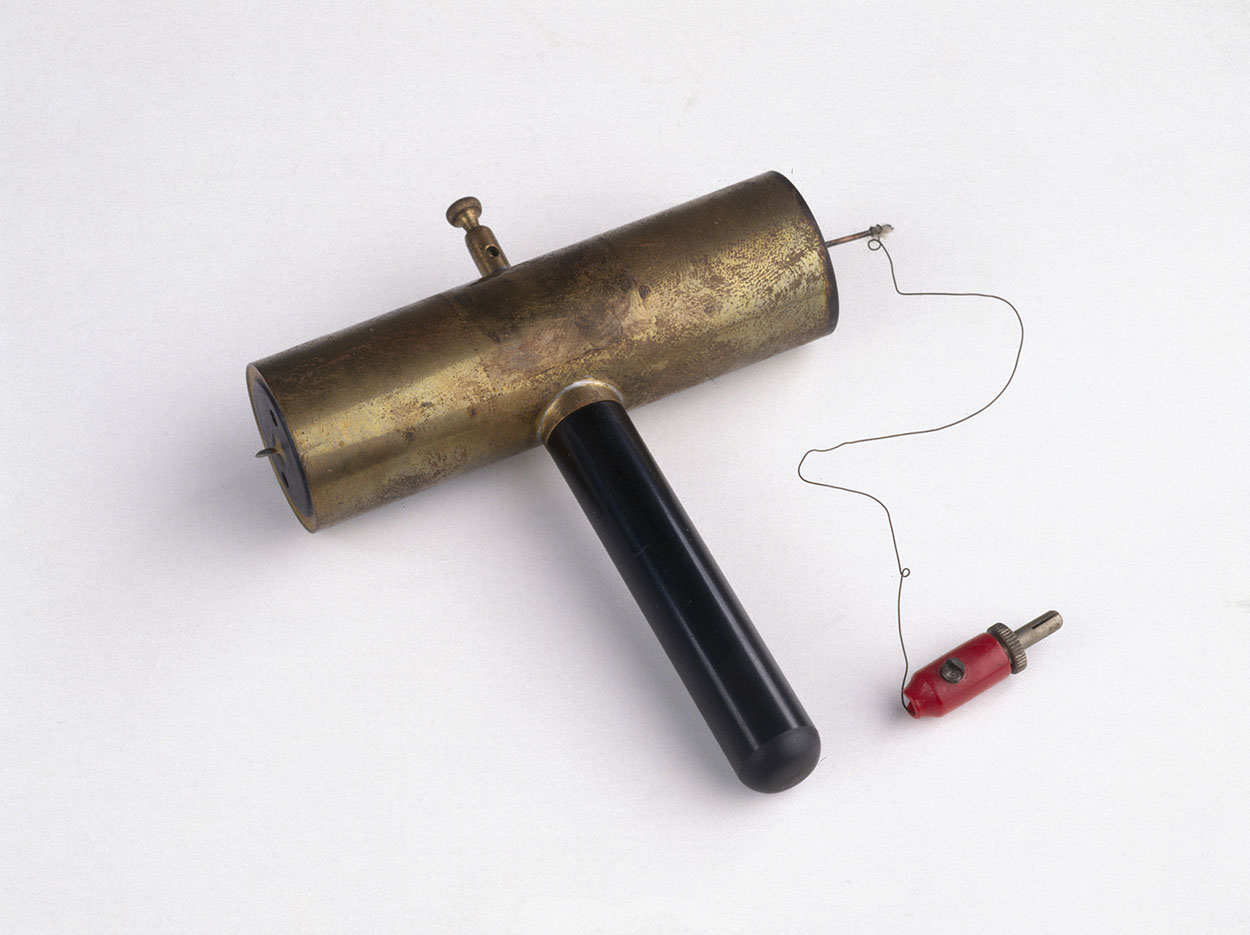
Geigerzähler, 1932. Science Museum London.

Hans Geiger studierte ab 1902 Physik und Mathematik in Erlangen, wo er Mitglied der Burschenschaft der Bubenreuther war und in den ersten beiden Semestern nebenbei seinen einjährigen Militärdienst ableistete. 1904 verbrachte er auch ein Semester an der Ludwig-Maximilians-Universität München. 1906 legte er sein zweites Staatsexamen ab und wurde promoviert in Erlangen bei Eilhard Wiedemann mit der Arbeit Strahlungs-, Temperatur- und Potentialmessungen in Entladungsröhren mit starken Strömen. Nach dem Studium wechselte er als Assistent zu Arthur Schuster nach Manchester und blieb dies auch ab 1907 unter dessen Nachfolger Ernest Rutherford, dessen 1911 aufgestelltes Atommodell zum Teil auf Geigers Entdeckungen beruhte (siehe Rutherfordstreuung). Er arbeitete dabei neben Rutherford unter anderem auch mit Ernest Marsden. Am Ende seiner Zeit in Manchester 1912 galt Geiger als internationale Autorität für Messungen der Radioaktivität, was sich auch in einem Buch mit Wilhelm Makower niederschlug.
1912 ging Geiger zurück nach Deutschland zur Physikalisch-Technischen Reichsanstalt in Berlin-Charlottenburg, wo er ein Labor für Radioaktivität aufbaute und mit James Chadwick zusammenarbeitete, der ihm aus Manchester gefolgt war und den er auch in der Zeit seiner Internierung während des Ersten Weltkriegs unterstützte, sowie mit Walther Bothe. Während des Ersten Weltkriegs diente er als Artillerie-Offizier und arbeitete in Fritz Habers Gastruppe (dem Pionierregiment 35) für den Gaskrieg mit. Nachdem er sich 1924 in Berlin habilitiert hatte, wechselte Geiger 1925 als Professor an die Christian-Albrechts-Universität zu Kiel. 1924 bis 1925 führte er mit Bothe die Methode der Koinzidenzmessung ein, die sie bei Untersuchung des Comptoneffekts benutzten. Für dieses Experiment erhielt Bothe später – nach dem Tod von Geiger – den Nobelpreis. Unter anderem zeigten sie mit ihrem Experiment auch die Gültigkeit der Erhaltungssätze von Energie und Impuls auf atomarer Ebene, was damals zeitweise (unter anderem von Niels Bohr) bezweifelt wurde. Zusammen mit seinem Doktoranden Walther Müller entwickelte er in Kiel 1928 das Geiger-Müllersche-Zählrohr (landläufig als „Geigerzähler“ bekannt), welches 1929 der Öffentlichkeit vorgestellt wurde.
1929 wechselte Geiger an die Eberhard Karls Universität Tübingen und wurde schließlich 1936 Direktor des Physikalischen Instituts der Technischen Hochschule Berlin als Nachfolger des von den Nationalsozialisten aus dem Amt gedrängten Gustav Hertz. Dort befasste er sich insbesondere mit Kosmischer Strahlung.

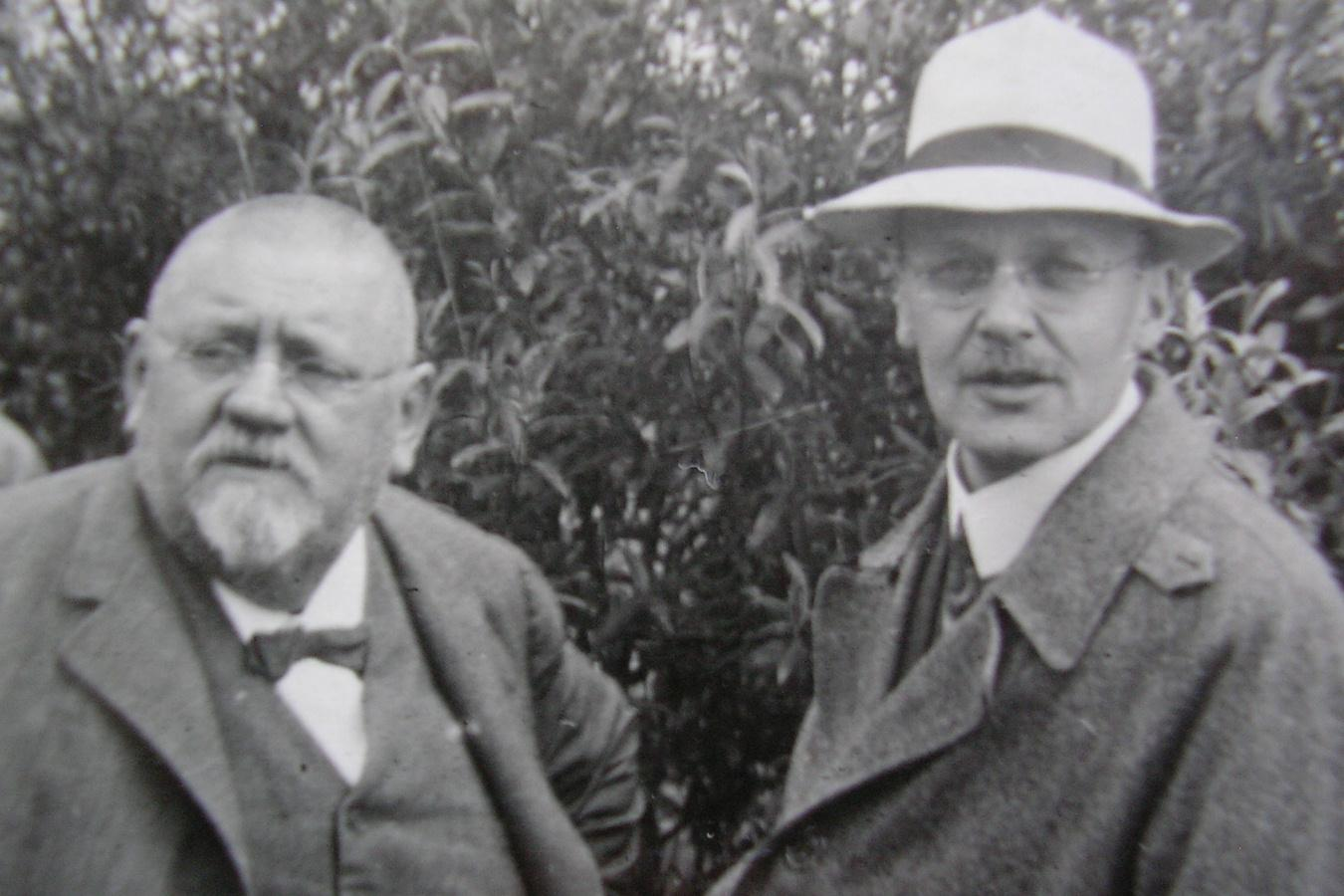
Karl Scheel und Hans Geiger (1928)

Geiger war 1920 mit Karl Scheel Gründungs-Herausgeber der Zeitschrift für Physik und bis 1945 einer der Herausgeber. Nach dem Tod von Scheel hatte er ab 1936 die Schriftleitung. 1926 war er Herausgeber des Handbuchs der Physik im Springer Verlag.
1939 nahm er an den Gründungssitzungen des Uranvereins teil und sein Rat, die Forschungen zur Kernenergie zu intensivieren, hatte mit ausschlaggebendes Gewicht bei deren Sitzung im September. Auf der Sitzung des Reichsforschungsrats 1942 über die weitere Unterstützung der Kernenergieforschung sprach er sich gegen eine weitere Fortführung der Arbeiten aus.
Hans Geiger starb am 24. September 1945, kurz nach der Räumung seines Hauses in Potsdam (es lag im Sperrkreis der Konferenz der alliierten Siegermächte in Potsdam) in einem Krankenhaus. Schon seit 1942 hatte er sich aus seinen wissenschaftlichen Ämtern zurückgezogen aufgrund einer schweren rheumatischen Erkrankung.
Hans Geiger wurde auf dem Neuen Friedhof Potsdam beigesetzt. Sein Grab hat sich erhalten. Die nach West-Berlin übergesiedelte Familie ließ auf dem Friedhof Grunewald einen zweiten Grabstein aufstellen, der sich ebenfalls erhalten hat.
1929 erhielt er die Hughes-Medaille der Royal Society, 1937 die Duddell-Medaille der London Physical Society und 1934 den Arrhenius-Preis der Akademischen Verlagsgemeinschaft Leipzig. Seit 1932 war er korrespondierendes Mitglied der Sächsischen Akademie der Wissenschaften und seit 1936 Mitglied der Preußischen Akademie der Wissenschaften. Seit 1936 war er Beisitzer im Vorstand der Deutschen Physikalischen Gesellschaft. Im Jahr 1935 wurde er zum Mitglied der Leopoldina und 1937 zum korrespondierenden Mitglied der Göttinger Akademie der Wissenschaften gewählt.
Zu seinen Doktoranden zählt Otto Haxel, der auch Assistent bei ihm an der TH Berlin war.
1970 wurde ein Mondkrater und 2000 der Asteroid (14413) Geiger nach ihm benannt. Das Hans-Geiger-Gymnasium in Kiel und ein Hörsaal des Physikzentrums der Christian Albrechts-Universität zu Kiel sind ebenfalls nach ihm benannt, ebenso eine Grundschule und eine Straße in seinem Geburtsort Neustadt; in weiteren Städten sind Neubaustraßen nach ihm benannt.

## Familiäres

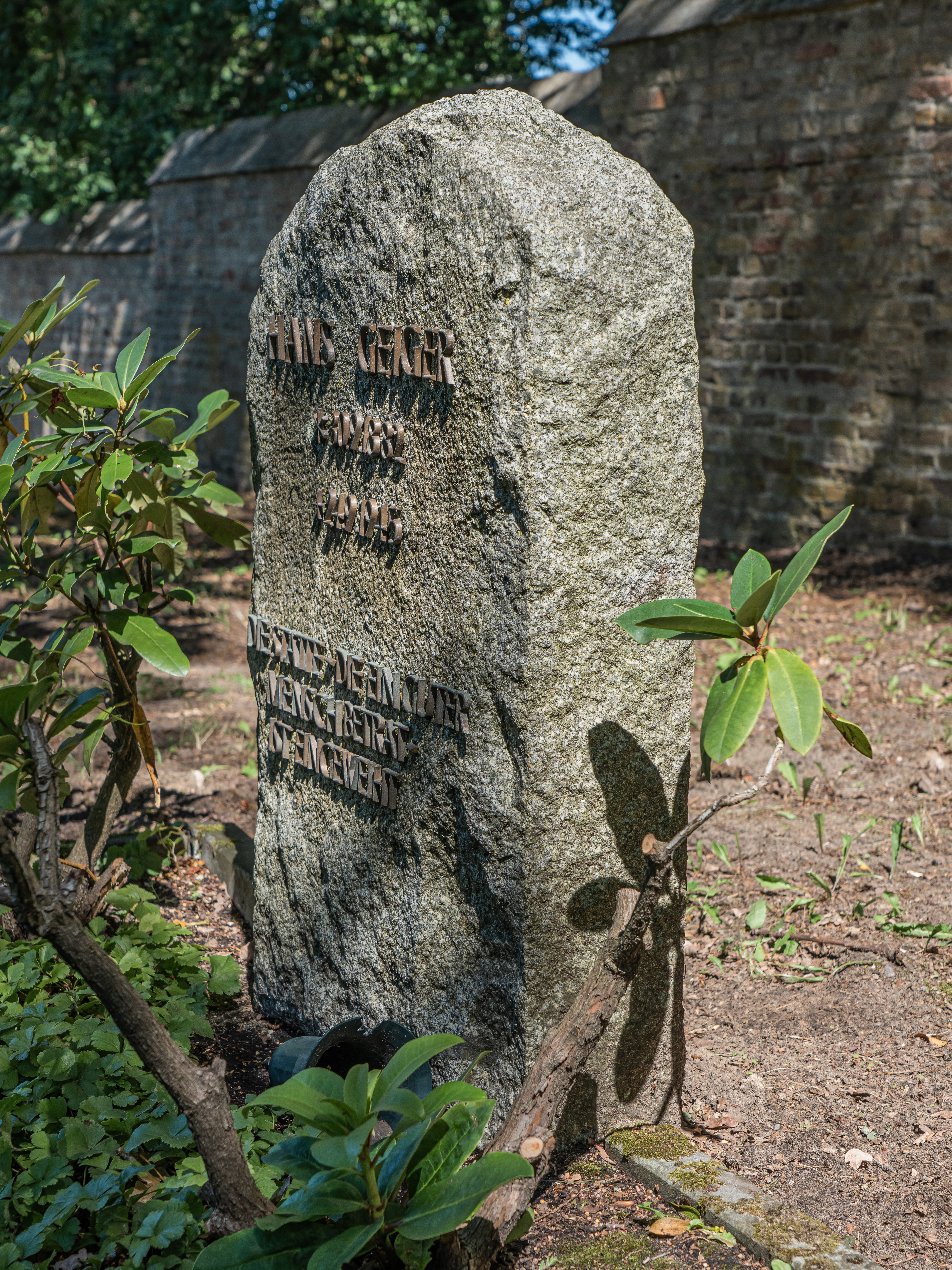
Grabstein Geigers auf dem Neuen Friedhof Potsdam

Hans Geiger war der Sohn des Gymnasiallehrers und späteren Professors für Indologie und Iranistik Wilhelm Geiger und der Bruder des Klimatologen Rudolf Geiger. Geiger war mit Elisabeth Heffter, Tochter des Berliner Pharmakologen Arthur Heffter, verheiratet und hinterließ drei Söhne: Jürgen, Klaus und Roland.

## Politik
Geiger hat sich bis zu seinem Tod 1945 nie öffentlich für oder gegen die Nazis geäußert. Er war kein Freund der Deutschen Physik und wurde 1927 von Philipp Lenard als „Anglophiler“ als Nachfolger auf seinem Lehrstuhl abgelehnt. Wolff schreibt, dass Geiger gemeinsam mit Max Wien und Werner Heisenberg mit einem Memorandum, Zitat: „[…] der deutschen Physik entgegentrat […]“.
Es gibt auch Hinweise, dass Hans Geiger sich für Kollegen und Studierende, die wegen der Nürnberger Gesetze Probleme bekamen, einsetzte. Lieselott Herforth, eine Studentin, die bei Hans Geiger die Diplomprüfung ablegte, merkt an: „… er nahm auch meine Studienfreundin, die als ‚Halbjüdin‘ lediglich als Hörer eingetragen werden durfte (dies auch nur, weil ihr Vater Arzt im Ersten Weltkrieg war), als Diplomandin an. Und das 1939/40! Sie konnte als Externe 1940 mit mir zusammen die Diplomprüfung ablegen.“.
Ernst Stuhlinger bemerkt: „Erst viel später wurde bekannt, daß Professor Geiger damals manchen seiner unglücklichen Kollegen, die sich zum Auswandern gezwungen sahen, durch seine nahen und sehr freundlichen Beziehungen zu Lord Rutherford und zu anderen einflussreichen Engländern zum Aufbau einer neuen Existenz im Ausland verholfen hat“.
Nach Kriegsende beschlagnahmten sowjetische Soldaten Geigers Haus in Potsdam. Swinne merkt zu diesem Sachverhalt an: „Im Juni 1945 wurde Geigers Haus beschlagnahmt und abgeriegelt, da in der Nähe die Potsdamer Konferenz durchgeführt wurde.“
Geiger hat sich aber auch nicht immer für die Interessen von Kollegen eingesetzt. Hans Bethe, der aufgrund der Nürnberger Gesetze aus dem Staatsdienst entlassen wurde (seine Mutter war jüdisch) und der sich gerade für eine Lehrstuhlvertretung in theoretischer Physik in Tübingen aufhielt, bat Geiger um seine Hilfe, die dieser verweigerte. Bethe schrieb dazu an Sommerfeld
„[…] jedenfalls bekam ich auf Anfrage, was geschehen würde, den inliegenden Brief von Geiger, dessen Kürze ich eigentlich als fast beleidigend empfinde und nach dessen Wortlaut ich nicht mehr glaube, dass ich in Tübingen noch viele Worte zu reden habe.“ Der genaue Inhalt des Briefes ist nicht bekannt. Auch in einem Oral-History-Interview mit Charles Weiner 1967 äußert sich Bethe enttäuscht über Geigers Reaktion, ohne diesen aber namentlich zu erwähnen.

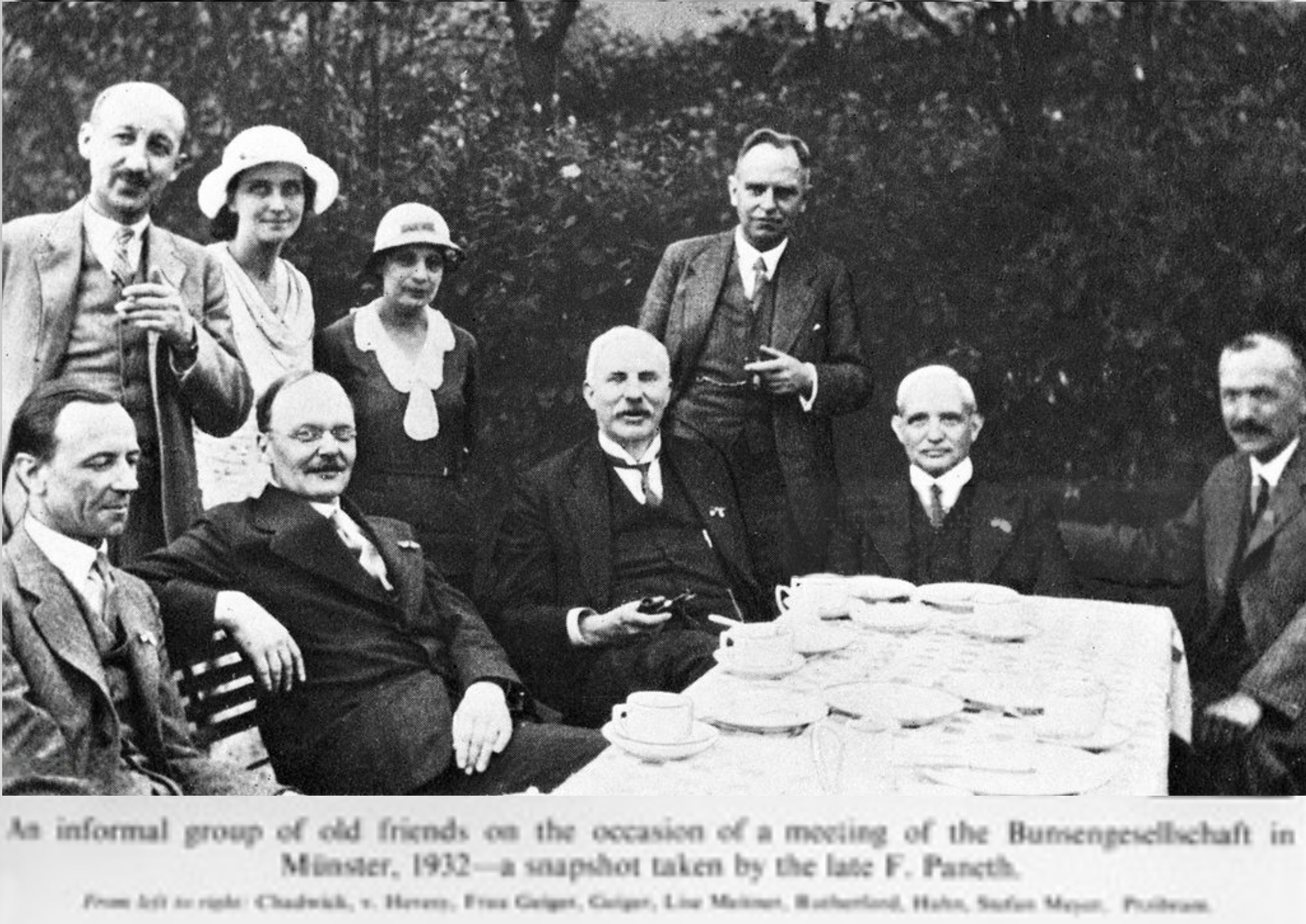
Bunsentagung Münster 1932, Hans Geiger sitzend 2. von links, dahinter seine Frau

## Schriften (Auswahl)
- mit Walter Makower: Practical measurements in radioactivity. Longmans, Green and Co., 1912 (französische Ausgabe Gauthier-Villars 1919), deutsche Ausgabe: Messmethoden auf dem Gebiet der Radioaktivität. Vieweg 1920.
- Negative und Positive Strahlen. Springer, 1927.
- Herausgeber des Handbuchs der Physik. 24 Bände, Springer, 1926/27.